# Herr Christ, der einge Gottessohn
Herr Christ, der einge Gottessohn (Seigneur Christ, fils unique de Dieu) (BWV 96) est une cantate religieuse de Johann Sebastian Bach composée à Leipzig en 1724.

## Histoire et livret
Bach écrivit cette cantate à l'occasion du dix-huitième dimanche après la Trinité dans le cadre de son deuxième cycle annuel de cantates, essentiellement cantate chorales. Pour cette destination liturgique, une autre cantate a franchi le seuil de la postérité : la BWV 169. Il la dirigea trois fois, d'abord le 8 octobre 1724, puis probablement le 24 octobre 1724 et sans doute encore une fois le 1er octobre 1740. D'autres dates ont été avancées pour des représentations ultérieures.
Les lectures prescrites pour ce dimanche étaient Cor. 1:4–8 et Mat. 22:34–46. Le texte de la cantate est d'un auteur inconnu et est basé uniquement sur le choral Herr Christ, der einig Gottessohn en cinq strophes de Elisabeth Cruciger (1524). Les mouvements 1 et 6 reprennent inchangés les premières et dernières strophes du choral, les mouvements 2 et 3 en reprennent les strophes 2 et 3 modifiées tandis que les mouvements 4 et 5 reprennent la strophe 4 mais réécrite. Le choral était originellement associé à l'Épiphanie mais également au dix-huitième dimanche après la Trinité. L'Évangile demande comment Jésus qui est descendant de David, comme il est dit dans deuxième livre de Samuel 7, peut aussi être le seigneur de David comme l'annonce le Psaume 110 (109). Le choral essaye de répondre à cette question en comparant Jésus à l'étoile du matin, image également utilisée dans le choral « Wie schön leuchtet der Morgenstern », sur lequel est fondée la cantate Wie schön leuchtet der Morgenstern, BWV 1.

## Structure et instrumentation
La cantate est écrite pour flûte traversière, flûte piccolo (et plus tard violon piccolo), deux hautbois, Cor (ou trombone plus tard), deux violons, alto et basse continue, avec quatre voix solistes (soprano, alto, ténor, basse) et chœur à quatre voix
Il y a six mouvements :
1. chœur : Herr Christ, der einge Gottessohn
2. récitatif (alto): O Wunderkraft der Liebe
3. aria (ténor, flûte): Ach, ziehe die Seele mit Seilen der Liebe
4. récitatif (soprano): Ach, führe mich, o Gott, zum rechten Wege
5. aria (basse, hautbois, cordes): Bald zur Rechten, bald zur Linken
6. choral : Ertöt uns durch dein Güte

## Musique
Dans le chœur d'ouverture, le cantus firmus est chanté par l'alto, accompagnée par un cor d'harmonie (remplacé plus tard par un trombone). Une inhabituelle flûte piccolo (ou une flûte à bec sopranino) décrit le scintillement de l'étoile de matin,. Dans une représentation ultérieure, (probablement en 1734), la flûte a été remplacée par un violon piccolo. La disposition du choral est polyphonique dans les trois autres voix et intégrée dans la base de musique instrumentale sur des motifs similaires.
L'aria du ténor est accompagnée de la flûte transversale, probablement jouée par le joueur de flûte piccolo du premier mouvement. Bach semble avoir disposé d'un excellent flûtiste, comme pour la cantate Was frag ich nach der Welt, BWV 94, écrite plusieurs semaines auparavant.
L'aria de basse illustre les mots « Bald zur Rechten, bald zur Linken lenkte sich mein verirrter Schritt » en motifs dentelés et avec de fréquentes alternances entre les vents et les cordes. Dans la section centrale des pas mesurés décrivent « Gehe doch, mein Heiland, mit ». Le mouvement final combine ces deux éléments.
Le choral final est disposé en quatre parties pour le chœur, le cor d'harmonie, les hautbois et les cordes.

## Sources
- Gilles Cantagrel, Les cantates de J.-S. Bach, Paris, Fayard, mars 2010, 1665 p.  (ISBN 978-2-213-64434-9)

- (en) Cet article est partiellement ou en totalité issu de l’article de Wikipédia en anglais intitulé « Herr Christ, der einge Gottessohn, BWV 96 » (voir la liste des auteurs).